# Premier Division 2000-2001 (Sudafrica)
La Premier Division 2000-2001, nota come Castle Premiership 2000-2001 per motivi di sponsorizzazione, è stata la 5ª edizione della massima serie del campionato di calcio del Sudafrica, disputata tra l’8 settembre 2000 e il 27 maggio 2001. Il torneo è stato vinto dagli Orlando Pirates, che hanno conquistato il primo titolo nella nuova era della PSL.

## Stagione

### Novità
Retrocedettero al termine della stagione precedente il Vaal Professionals. Furono promosse dalla National First Division 1999-2000 le squadre Ria Stars e Golden Arrows, portando il numero totale delle partecipanti a 18.

### Formula
Le 18 squadre disputarono un girone all’italiana con partite di andata e ritorno (34 giornate). La prima classificata si laureava campione nazionale e accedeva alla CAF Champions League 2002, mentre le ultime due venivano retrocesse in National First Division.

## Squadre partecipanti
- African Wanderers
- Ajax Cape Town
- AmaZulu
- Bloemfontein Celtic
- Bush Bucks
- Free State Stars
- Golden Arrows
- Hellenic
- Jomo Cosmos
- Kaizer Chiefs
- M. Sundowns
- Manning Rangers
- Moroka Swallows
- Orlando Pirates
- Ria Stars
- Santos Cape Town
- SuperSport Utd
- Wits University

## Classifica
|                      | Pos. | Squadra             | Pt | G  | V  | N  | P  | GF | GS | DR  |
| -------------------- | ---- | ------------------- | -- | -- | -- | -- | -- | -- | -- | --- |
| Sudafrica (bandiera) | 1.   | Orlando Pirates     | 61 | 34 | 16 | 13 | 5  | 60 | 34 | +26 |
|                      | 2.   | Kaizer Chiefs       | 60 | 34 | 16 | 12 | 6  | 41 | 25 | +16 |
|                      | 3.   | M. Sundowns         | 59 | 34 | 17 | 8  | 9  | 58 | 32 | +26 |
|                      | 4.   | Jomo Cosmos         | 56 | 34 | 15 | 11 | 8  | 47 | 27 | +20 |
|                      | 5.   | Santos Cape Town    | 56 | 34 | 15 | 11 | 8  | 40 | 32 | +8  |
|                      | 6.   | Free State Stars    | 55 | 34 | 15 | 10 | 9  | 40 | 30 | +10 |
|                      | 7.   | Ria Stars           | 51 | 34 | 13 | 12 | 9  | 43 | 40 | +3  |
|                      | 8.   | SuperSport Utd      | 47 | 34 | 12 | 11 | 11 | 42 | 35 | +7  |
|                      | 9.   | Golden Arrows       | 45 | 34 | 11 | 12 | 11 | 38 | 39 | −1  |
|                      | 10.  | Umtata Bucks        | 44 | 34 | 12 | 8  | 14 | 38 | 45 | −7  |
|                      | 11.  | Ajax Cape Town      | 40 | 34 | 10 | 10 | 14 | 37 | 46 | −9  |
|                      | 12.  | Tembisa Classic     | 39 | 34 | 9  | 12 | 13 | 26 | 40 | −14 |
|                      | 13.  | Wits University     | 38 | 34 | 8  | 14 | 12 | 33 | 43 | −10 |
|                      | 14.  | Hellenic            | 36 | 34 | 7  | 15 | 12 | 32 | 40 | −8  |
|                      | 15.  | Moroka Swallows     | 35 | 34 | 7  | 14 | 13 | 35 | 45 | −10 |
|                      | 16.  | Manning Rangers     | 34 | 34 | 9  | 7  | 18 | 49 | 60 | −11 |
|                      | 17.  | Bloemfontein Celtic | 34 | 34 | 9  | 10 | 15 | 35 | 46 | −11 |
|                      | 18.  | African Wanderers   | 26 | 34 | 6  | 8  | 20 | 31 | 66 | −35 |

Legenda
      Campione del Sudafrica e ammessa alla CAF Champions League 2002.
      Ammessa alla Coppa CAF 2002.
      Retrocesso in National First Division 2001-2002.
Note:
Bloemfontein Celtic penalizzata di −3 punti per tesseramento irregolare.
Tre punti a vittoria, uno a pareggio, zero a sconfitta.